# 上池斋药店
上池斋药店，位于江苏省泰州市兴化市市区兴化金东门历史文化街区，是中华人民共和国全国重点文物保护单位之一。

## 简史
上池斋药店创立于清康、雍年间，创建者为扬州人方石川。根据《史记·扁鹊传》中“饮是以上池之水，三十日当知物矣”典故，定药号名为“上池斋”。

## 保护
2002年10月22日，被江苏省人民政府公布为江苏省文物保护单位，2013年3月5日被国务院公布为全国重点文物保护单位。